# Murdannia dimorpha
Murdannia dimorpha là một loài thực vật có hoa trong họ Commelinaceae. Loài này được (Dalzell) G.Brückn. mô tả khoa học đầu tiên năm 1930.